# 전제국
전제국(全濟國, 1952년 ~ )은 대한민국의 제9대 방위사업청장을 역임한 공무원이다. 

## 생애
본관은 정선이며, 강원도 양양군 출신이다. 행정고시 22회에 합격하여 공무원이 되었다. 국방부 기획국 사무관으로 출발해 군비기획과장, 중기계획과장, 분석평가관, 국제협력관, 감사관, 정책홍보본부장 등을 지내고 2008년에는 국방정책실장에 임명됐다. 군 장성 출신이 독점했던 국방정책실장에 행정 공무원이 임명된 것은 그가 처음이다. 2017년 8월 문재인 정부에서 방위사업청장에 임명되었다.

## 학력
- 강릉고등학교
- 고려대학교 정치외교학 학사
- 오하이오 주립대학교 대학원 정치학 박사

## 경력
- 제22회 행정고시 합격
- 2004년 12월 ~ 2005년 5월 : 국방부 분석평가관실 분석평가관
- 2005년 5월 ~ 2006년 2월 : 국방부 국제협력관 이사관
- 2006년 2월 ~ 2006년 12월 : 국방부 감사관
- 2006년 12월 ~ 2008년 3월 : 국방부 정책홍보본부장
- 2008년 3월 ~ 2009년 4월 : 국방부 국방정책실장
- 2017년 8월 ~ 2018년 8월 : 방위사업청장